# Castore

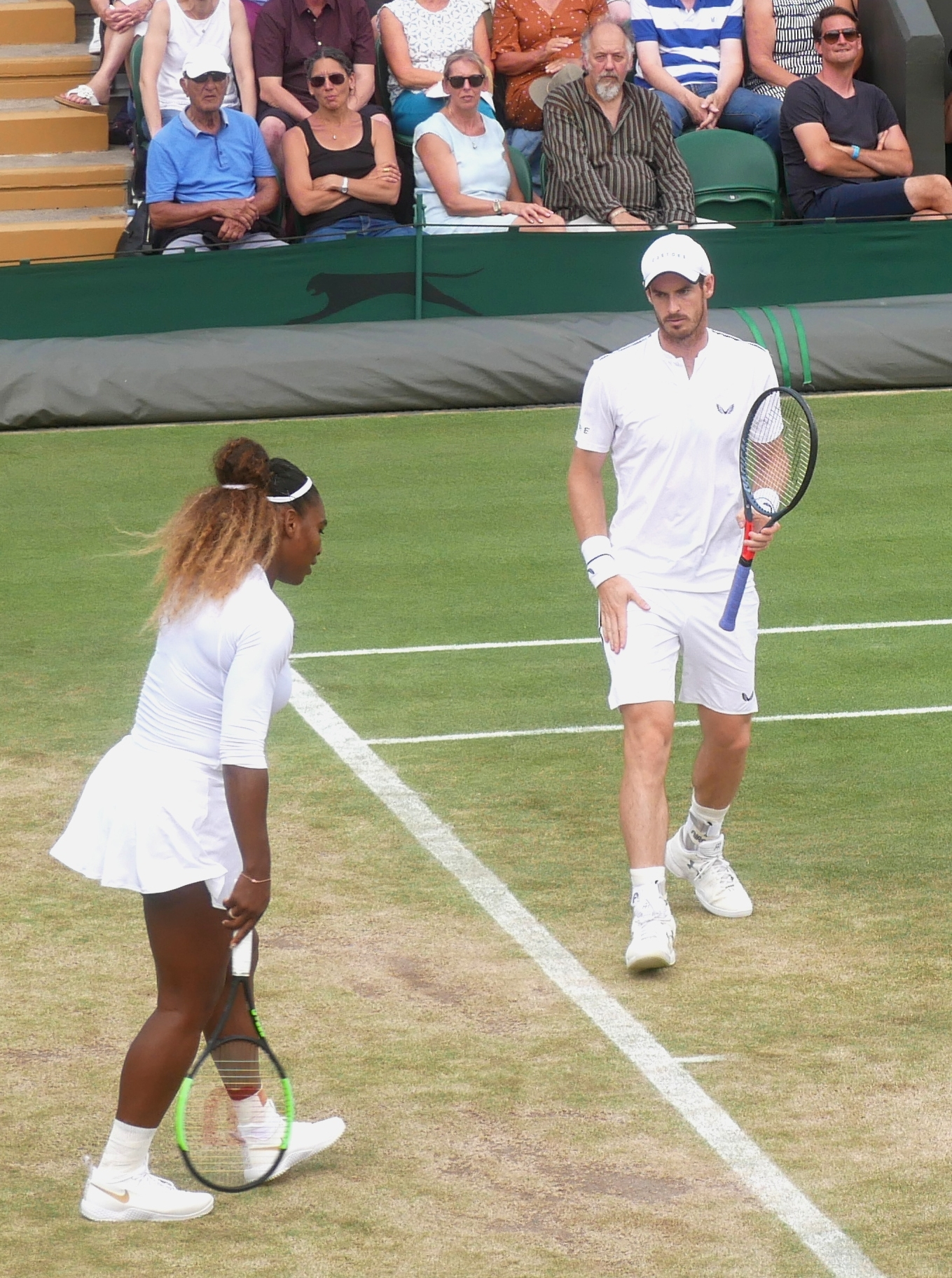
Serena Williams usando ropa Castore.

J.Carter Sporting Club Limited (que opera bajo la marca Castore) es un fabricante británico de ropa deportiva y atlética, con sede en Mánchester, Inglaterra. Sus productos se venden en más de 50 países de todo el mundo y tiene acuerdos de patrocinio con equipos de fútbol, tenis, Fórmula 1, MotoGP, rugby y críquet.

## Historia
La empresa fue fundada en 2015 por los hermanos Thomas (nacidos en septiembre de 1989) y Philip Beahon (nacido en noviembre de 1992) cuando tenían 25 y 22 años respectivamente. Thomas había sido jugador profesional de fútbol juvenil en el Tranmere Rovers entre los 17 y los 21 años, antes de pasar por el Jerez Industrial en España y asistir a la academia de fútbol de Glenn Hoddle. Philip jugó al críquet semiprofesionalmente en los clubes de críquet de Cheshire y Lancashire.
Los hermanos dejaron sus carreras deportivas en 2013 y se trasladaron a Londres para trabajar en el ámbito de las finanzas en un esfuerzo por recaudar dinero para su empresa de ropa deportiva; Thomas trabajó en el Lloyds Bank y Philip en Deloitte. Durante su estancia en Londres comenzaron su estudio de mercado entrevistando a dueños de gimnasios de alta gama y fichando a varios inversores prolíficos de las industrias de la moda y el deporte. Castore se lanzó en línea en 2016. En 2019 Forbes incluyó a la pareja en su lista de "30 menores de 30 años".